# Sphaerophoria montivaga
Sphaerophoria montivaga är en tvåvingeart som beskrevs av Violovitsh 1985. Sphaerophoria montivaga ingår i släktet sländblomflugor, och familjen blomflugor.
Artens utbredningsområde är Tadzjikistan. Inga underarter finns listade i Catalogue of Life.